# Bataille de Cowpens
Guerre d'indépendance des États-Unis
Batailles
Théâtre sud de la guerre d'indépendance des États-Unis (1780-1782)
- Siège de Charleston
- Monck's Corner
- Lenud's Ferry
- Waxhaws
- Mobley's Meeting House
- Ramsour's Mill
- Huck's Defeat
- Colson's Mill
- Rocky Mount
- Hanging Rock
- Camden
- Fishing Creek
- Musgrove Mill
- Wahab's Plantation
- Black Mingo
- Charlotte
- Kings Mountain
- Shallow Ford
- Fishdam Ford
- Blackstock's Farm
- Cowpens
- Cowan's Ford
- Torrence's Tavern
- Massacre de Pyle
- Wetzell's Mill
- Guilford Court House
- Fort Watson
- Hobkirk's Hill
- Fort Motte
- Augusta
- Ninety-Six
- House in the Horseshoe
- Chesapeake
- Eutaw Springs
- Lindley's Mill
- Yorktown
- Videau's Bridge
- Baie d'Hudson
- Combahee River

La bataille de Cowpens a été menée le 17 janvier 1781 au cours de la campagne du sud de la guerre d'indépendance des États-Unis. Ce fut une victoire écrasante des forces révolutionnaires placées sous le général de brigade Daniel Morgan contre les britanniques de Banastre Tarleton.
La bataille a été un tournant dans la reconquête de la Caroline du Sud et est considérée par les Américains comme l'un des grands chefs-d'œuvre tactiques de la guerre.
Grande fresque hollywoodienne aux élans purement patriotiques, le film The Patriot sorti dans les salles en 2000 en reconstitue différentes scènes.

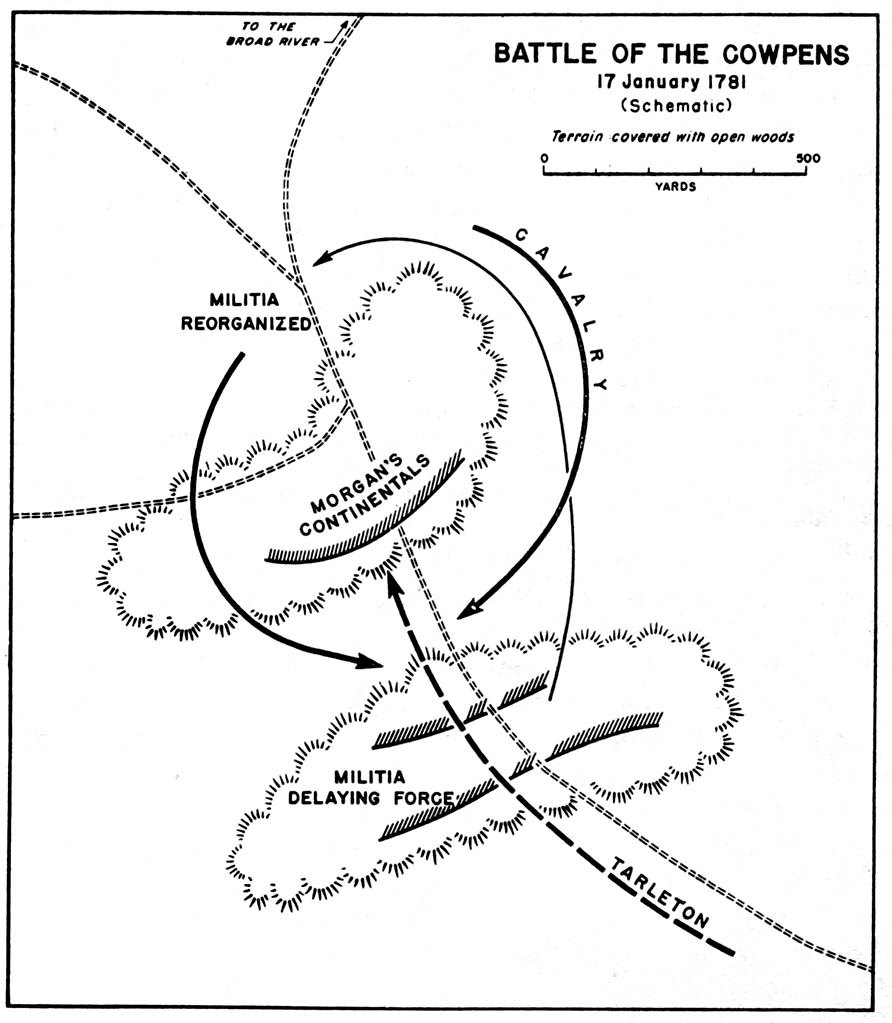
Carte tactique.